# Bezprzewodowa transmisja energii
Bezprzewodowa transmisja energii (ang. Wireless power transfer – WPT) – transmisja energii elektrycznej bez użycia przewodów jako łącza fizycznego. Urządzenie nadawcze, napędzane energią elektryczną ze źródła zasilania, generuje zmienne w czasie pole elektromagnetyczne, które przekazuje moc w przestrzeni do urządzenia odbiorczego, które pobiera energię z pola i dostarcza ją do urządzenia elektrycznego. Technologia WPT może wyeliminować użycie przewodów i baterii, zwiększając w ten sposób mobilność, wygodę i bezpieczeństwo urządzenia elektronicznego dla wszystkich użytkowników.

## Historia
System bezprzewodowej transmisji energii mógł zostać zrealizowany dzięki pracom Jamesa C. Maxwella oraz Heinricha Hertza. W 1864 Maxwell opisał zależności matematyczne między polem elektrycznym i polem magnetycznym. Hertz zbudował jako pierwszy oscylator częstotliwościowy, dzięki któremu wytworzył falę elektromagnetyczną. Badania nad tą technologią zostały zapoczątkowane ponad sto lat temu pracami Nikoli Tesli. Prowadził on eksperymenty nad przekazywaniem energii za pomocą indukcji elektromagnetycznej oraz fal elektromagnetycznych. 
W latach 70. NASA prowadziła badania nad możliwością przesyłania energii z orbitalnych paneli fotowoltaicznych na Ziemię za pomocą mikrofal. Pierwsze komercyjne zastosowanie bezprzewodowego przekazywania energii miało miejsce około 1990 roku, kiedy to firma Oral-B wydała elektryczną szczoteczkę z ładowarką indukcyjną. 

## Budowa WPT
Do bezprzewodowego transferu energii stosowana jest metoda wykorzystująca sprzężone cewki indukcyjne. Układ WPT zawiera trzy elementy: nadajnik (TX pad), sprzężone magnetycznie cewki nadawcza (TX coil) i odbiorcza (RX coil) oraz odbiornik (RX pad). Nadajnik przetwarza energię z typowego zasilacza DC, na energię pola elektromagnetycznego wysokiej częstotliwości generowanego przez cewkę nadawczą. Częstotliwość pracy układu zależy od konkretnego rozwiązania i mieści się w zakresie od kilkunastu kHz do kilku MHz. Pomiędzy cewkami, poprzez sprzężenie magnetyczne, następuje transfer energii z układu nadawczego do układu odbiorczego. Wyróżnia się dwa sposoby przekazu energii: indukcyjny (bazujący na silnym sprzężeniu cewek) oraz przekaz opierający się na rezonansie magnetycznym. Układ odbiornika odpowiada za przetworzenie energii "odebranej" z cewki na prąd stały, którym zasilane jest urządzenie lub na prąd zasilający obwody ładowarki wbudowanego ogniwa. 